# Svarttjärnen (Haverö socken, Medelpad, 694063-146948)
Svarttjärnen är en sjö i Ånge kommun i Medelpad och ingår i Ljungans huvudavrinningsområde. Sjön har en area på 0,0672 kvadratkilometer och ligger 472,4 meter över havet.

## Delavrinningsområde
Svarttjärnen ingår i det delavrinningsområde (694066-146949) som SMHI kallar för Utloppet av Svarttjärnen. Medelhöjden är 481 meter över havet och ytan är 0,24 kvadratkilometer. Det finns inga avrinningsområden uppströms utan avrinningsområdet är högsta punkten. Vattendraget som avvattnar avrinningsområdet har biflödesordning 4, vilket innebär att vattnet flödar genom totalt 4 vattendrag innan det når havet efter 141 kilometer. Avrinningsområdet består mestadels av skog (59 procent). Avrinningsområdet har 0,07 kvadratkilometer vattenytor vilket ger det en sjöprocent på 28,5 procent.